# Riła (miasto)
Riła (bułg. Рила) – miasto w Bułgarii, w obwodzie Kiustendił, siedziba gminy Riła. W 2019 roku liczyło 2 039 mieszkańców.